# Le Locataire (pièce de théâtre)
Pour les articles homonymes, voir Le Locataire.
Le Locataire (Entertaining Mr. Sloane) est une pièce de théâtre écrite par le dramaturge britannique Joe Orton en 1964. 
La première représentation fut produite à Londres, au New Arts Theatre le 6 mai 1964, puis transférée au Wyndham's Theatre de West End le 29 juin 1964.
Elle a été mise en scène et jouée en 2012 par Michel Fau sous le titre Que faire de Mr Sloane ? avec Charlotte de Turckheim, Gaspard Ulliel et Jean-Claude Jay.

## Résumé
M. Sloane, jeune, beau et amoral, loue une chambre chez Kath, une femme de 40 ans attirée par son charme. Sloane va profiter de la fascination qu'il exerce sur sa propriétaire.

## Adaptation cinématographique
La pièce a été adaptée au cinéma avec Le Frère, la Sœur et l'Autre (Entertaining Mr. Sloane), un film de Douglas Hickox sorti en 1970.